# Casares (Quirós)
Casares ist eines von 13 Parroquias und zugleich dessen Hauptort in der Gemeinde Quirós in Asturien, Nordspanien.

## Dörfer und Weiler
- Casares: 14 Einwohner 2011
- Faedo: 17 Einwohner 2011 43° 10′ 7″ N, 5° 59′ 44″ W
- Fresneo: 12 Einwohner 2011 43° 10′ 14″ N, 6° 0′ 27″ W
- La Pachuca: 3 Einwohner 2011
- Toriezo: 34 Einwohner 2011 43° 11′ 2″ N, 6° 0′ 2″ W
- La Vigutierre: unbewohnt 2011

## Sehenswürdigkeiten
- Pfarrkirche San Juan Bautista